# Лео останній (фільм)
Лео останній (англ. Leo the Last) — британський художній фільм 1970 року режисера Джона Бурмена, що є адаптацією драми «Принц» угорського письменника Таборі Дирдя.

## Сюжет
Лео (Марчелло Мастроянні) є багатим спадкоємцем великого маєтку в бідному кварталі Лондона, де він проживає зі своєю нареченою Маргарет (Біллі Вайтлов) та камергером Ласло (Владек Шейбаль). Він у бінокль спостерігає за жителями навколишніх будинків, де панують жахлива бідність і насильство, і Лео хоче їм допомогти.

## Ролі виконують
- Марчелло Мастроянні — Лео
- Біллі Вайтлов[en] — Маргарет
- Владек Шейбаль[en] — Ласло
- Гвен Франгкон-Девіс — Гільда
- Кельвін Локгарт[en] — Роско, сутенер

## Нагороди
- 1970 Премія Каннського кінофестивалю (Франція):
  - приз за найкращу режисуру — Джон Бурмен[1]

## Навколо фільму
- Фільм дозволили знімати на одній з головних магістралей у лондонському районі Ноттінґ-Гілл, адміністративного округу Кенсінгтон і Челсі, де житлові будівлі були заплановані на знесення. В обмін на цей дозвіл виробники фільму створили майданчик для дітей.